# Греппен
Греппен (нем. Greppen) — коммуна в Швейцарии, в кантоне Люцерн. 
Входит в состав округа Люцерн. Население составляет 900 человек (на 31 декабря 2006 года). Официальный код — 1056.